# Canopy Growth
Canopy Growth Corporation, tidigare Tweed Marijuana Inc., är ett börsnoterat kanadensiskt företag som odlar och försäljer marijuana. Det grundades 2014 och har sitt huvudkontor i Smiths Falls i Ontario. 

## Historik
Canopy Growth var det första börsnoterade kanadensiska cannabisproducerande företaget. Det är börsnoterat på Torontos fondbörs, och sedan den 24 maj 2018 också på New York Stock Exchange.
Marijuana är för närvarande (maj 2019) fullt lagligt i Kanada. 
Företaget bytte namn till Canopy Growth Corp. i september 2015.

## Verksamhet utanför Kanada
Canopy Growth har samriskföretag tillsammans med det spanska läkemedelsföretaget Alcaliber S.A., och har dotterföretaget Spektrum Cannabis GmbH i Tyskland. Det har etablerat samriskföretaget Spectrum Cannabis Danmark tillsammans med Danish Cannabis i Kenneth Møllerups rederi Clipper Group för att odla cannabis i Odense i Danmark, med sikte på en anläggning med 125 anställda och en omsättning på 500 miljoner danska kronor per år.
I maj 2018 hade Canopy Growth växthus i sju länder.